# Теоделінда
Теоделінда, королева лангобардів (бл. 570—628), дочка герцога Баварського Гарібальда I.
У 588 вперше вийшла заміж за короля лангобардів Автарія, який помер у 590. Теоделінда обрала Агілульфа наступним чоловіком, який також став королем лангобардів у 591. Мала великий вплив на процес навернення лангобардів у католицизм на противагу пануючому тоді аріанству.
Займалась будівництвом храмів у Ломбардії та Тоскані. Найвідомішим скарбом кафедрального собору у Монці є Залізна корона лангобардів.